# کمیل سوهانی
کمیل سوهانی
فعال محیط زیست، پژوهشگر حوزه کارآفرینی و تهیه‌کننده و کارگردان تلویزیون و سینمای مستند ایران
متولد۱۳۶۰
کارشناسی مهندسی برق
کارشناسی ارشد مدیریت رسانه - دانشگاه صدا و سیما
دکترای کارآفرینی - دانشگاه علوم و تحقیقات

## زندگی کاری و هنری
کمیل سوهانی دانش‌آموخته در رشته مدیریت رسانه از دانشگاه صدا و سیمای جمهوری اسلامی و مهندسی برق- قدرت از دانشگاه آزاد است. او فعالیت‌های حوزه مستند خود را با ساخت مستند بلند «جای خالی» در ارتباط با فرهنگ عمومی مردم ایران در سال ۱۳۹۲ آغاز کرد. این فیلم در همان سال در چهارمین جشنواره مردمی فیلم عمار جایزه بهترین فیلم بخش نقد درون گفتمانی را از آن خود کرد و در سال بعد در سی و سومین جشنواره بین‌المللی فیلم فجر به همراه ده فیلم دیگر به بخش مسابقه سینما حقیقت این جشنواره راه یافت. این فیلم در بسیاری از محافل و مجامع‌های فرهنگی به نمایش درآمد و توسط صاحبنظران این حوزه مورد تحسین قرار گرفت.
سوهانی در ادامهٔ فعالیت هنری خود، در سال ۱۳۹۴ با سرمایه‌گذاری مرکز بررسی‌های استراتژیک نهاد ریاست جمهوری مستندی با موضوع بحران آب به نام «مادرکشی» ساخت. مستند مادرکشی با پرداختن به بحران آب به نقد روند توسعه در ایران می‌پردازد. این مستند بحث‌برانگیز در فاصله یک سال پس از رونمایی، در بیش از صد دانشگاه و محفل فرهنگی و محیط زیستی به نمایش درآمد و گفتگوهای کارشناسی بسیاری پیرامون آن شکل گرفت. مستند «مادرکشی» در سال ۹۵ جایزه بهترین پژوهش را از نهمین جشنواره بین‌المللی سینما حقیقت و همچنین جایزه بهترین کارگردانی و بهترین فیلم را در بخش ملی و بین‌الملل پنجمین جشنواره فیلم سبز تهران دریافت کرد. این مستند از طرف خانه سینما به عنوان فیلم منتخب سینمای ایران در برنامه جایزه شبکه جشنواره‌های سبز جهان(Green Festival Network Award) شرکت کرده و به عنوان فیلم منتخب در افتتاحیه جشنواره فیلم سبز برلین پخش شد.
سوهانی در اسفند ماه ۹۴ در یازدهمین دوره جایزه دکتر تقی ابتکار، جایزه ویژه هیئت داوران این دوره را از سازمان غیردولتی صلح و محیط زیست دریافت کرد.
وی بحران آب را ناشی از نگاه غلط به توسعه دانسته و معتقد است روند غلط توسعه در ایران همراه با غفلت از دانش بومی، غلبه نگاه‌های کمی و فن سالارانه، مصرف نادرست پول نفت و جایگزین شدن مدیریت متمرکز دولتی به جای مدیریت بومی و مردمی، خود را به صورت بحران‌های مختلف زیست‌محیطی و اجتماعی و اقتصادی نشان داده‌است که این روند غلط را در زمینه آب می‌توان به صورت خشکیدگی دریاچه‌ها و رودها و آبخوان‌ها دید. او ادامه مسیر فیلم‌سازی خود را در پرداختن به آسیب‌های توسعه در ایران می‌داند.

## آثار علمی هنری
•      مستند جای خالی(۱۳۹۲) –کارگردان – موسسه سفیرفیلم
•      مستند مادرکشی (۱۳۹۴)- کارگردان- مرکز بررسی‌های استراتژیک ریاست جمهوری
•      ریالیتی سپیدار امید(۱۳۹۵)- کارگردان-انتشارات فنی ایران
•      مستند ایران تشنه آب(۱۳۹۶)- کارگردان- شبکه آرته فرانسه
•      داستانی کوتاه داروگ(۱۳۹۶) – تهیه کننده و کارگردان -انتشارات نردبان
•      مستند بمب ساعتی(۱۳۹۸)- تهیه کننده و کارگردان- وزارت کار، تعاون و امور اجتماعی
•      ریالیتی شوی  "مگه میشه"(۱۳۹۸)– تهیه کننده و کارگردان - شبکه امید
•      ریالیتی شوی "دانوین" (۱۳۹۹)- تهیه کننده و کارگردان – فیلیمو
•      ریالیتیِ " علمی‌شو"(۱۳۹۹) - تهیه کننده– فیلیمو
•      مسابقه تلویزیونی "کهکشان" فصل اول (۱۳۹۹) - تهیه کننده – شبکه پنج
•      مستند "انسان گرسنه"(۱۴۰۰) - تهیه کننده و کارگردان – شبکه سوم سیما
•      مسابقه تلویزیونی "کهکشان" فصل دوم (۱۴۰۱) - تهیه کننده – شبکه پنج
•      کتاب فیلسوفی در تعمیرگاه-مترجم- نشر ترجمان
•      کتاب "باهم"-مترجم- نشر افکار جدید
•      کتاب" فرهنگ جدید سرمایه‌داری"-مترجم-  نشر افکار جدید
•      کتاب "درآمدی کوتاه بر اخلاق محیط زیست"-مترجم- نشر افکار جدید
•      کتاب دنیای فراسوی ذهن ما-مترجم- - نشر افکار جدید

## جوایز و افتخارات
•      جایزه بهترین فیلم بخش نقد درون گفتمانی در چهارمین جشنواره مردمی فیلم عمار برای فیلم «جای خالی» - ۱۳۹۲
•      راهیابی فیلم «جای خالی» به سی و سومین جشنواره بین‌المللی فیلم فجر در بخش مسابقه سینما حقیقت - ۱۳۹۳
•      جایزه بهترین پژوهش برای فیلم «مادرکشی» در نهمین جشنواره بین‌المللی سینما حقیقت -۱۳۹۵
•      جایزه بهترین کارگردانی و بهترین فیلم برای فیلم «مادرکشی» در بخش ملی و بین‌الملل پنجمین جشنواره فیلم سبز تهران - ۱۳۹۵
•      انتخاب فیلم «مادرکشی» از طرف خانه سینما به عنوان فیلم منتخب سینمای ایران برای شرکت در برنامه جایزه شبکه جشنواره‌های سبز جهان(Green Festival Network Award) و پخش آن به عنوان فیلم منتخب در افتتاحیه جشنواره‌های فیلم سبز برلین – ۱۳۹۵
•      منتخب بخش مسابقه جشنواره بین‌المللی  فیلم رشد ۱۳۹۷ برای فیلم داروگ
•      منتخب جشنواره بین‌المللی InshortFilm 2018  نیجریه برای فیلم داروگ